# カラドック・オブ・スランカーファン
カラドック・オブ・スランカーファン（Caradoc of Llancarfan）は、12世紀のウェールズに生きた修道士。聖ギルダスの生涯を綴った「聖ギルダス伝」の著者として知られるが、内容は大幅にフィクションとなっている。また当時カンブリアと呼ばれたウェールズの年代記も手がけ、後にこれは16世紀の史家によって引用されている。
カラドックはこの時代のもうひとりの歴史著述家、ジェフリー・オブ・モンマスと同時代人である。その影響からか、彼の「ギルダス伝」にはアーサー王の妻グィネヴィアがさらわれ、誘拐者メルワスとアーサー王の戦いをギルダスが調停するという記述がされている。